# Leisi (commune)
Leisi (en estonien : Leisi vald) est une ancienne municipalité rurale du comté de Saare en Estonie. Son centre administratif était le bourg de Leisi.

## Géographie

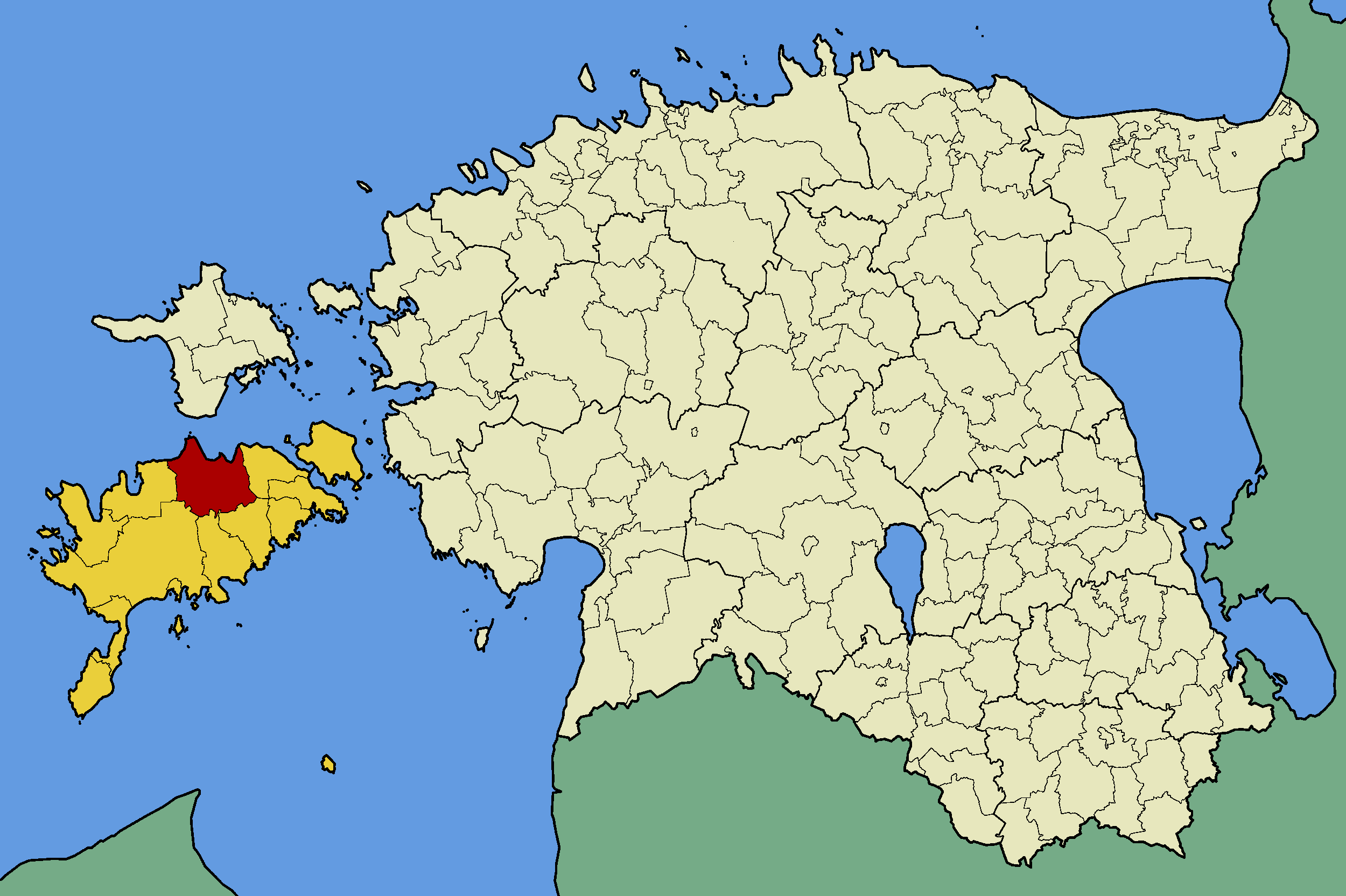
Ancienne commune de Leisi (en rouge) dans le comté de Saare (en jaune).

Elle s'étendait sur 347,91 km2 dans le nord de l'île de Saaremaa et comprenait le bourg de Leisi et 54 villages : Angla, Aru, Aruste, Asuka, Hiievälja, Jõiste, Kaisa, Karja, Koiduvälja, Koikla, Kopli, Külma, Laugu, Liiva, Linnaka, Linnuse, Luulupe, Lõpi, Meiuste, Metsaääre, Metsküla, Moosi, Mujaste, Murika, Mätja, Nava, Nihatu, Nurme, Nõmme, Õeste, Oitme, Paaste, Pamma, Pammana, Parasmetsa, Peederga, Poka, Purtsa, Pärsama, Pöitse, Ratla, Roobaka, Räägi, Selja, Soela, Tareste, Tiitsuotsa, Triigi, Tutku, Tõre, Täätsi, Veske, Viira, ainsi que les îlots
Pakulaid, Pihlalaid, Raudrahu, Saaparahu, Suurkuiv, Väikekuiv et Võrkrahu.

## Histoire
La municipalité est créée le 20 décembre 1990. En octobre 2017, elle est supprimée et fusionnée avec les autres communes de l'île de Saaremaa pour former une seule commune de Saaremaa.

## Démographie
| 2006  | 2012  | 2017  |
| ----- | ----- | ----- |
| 2 127 | 1 905 | 1 987 |

## Galerie de photos

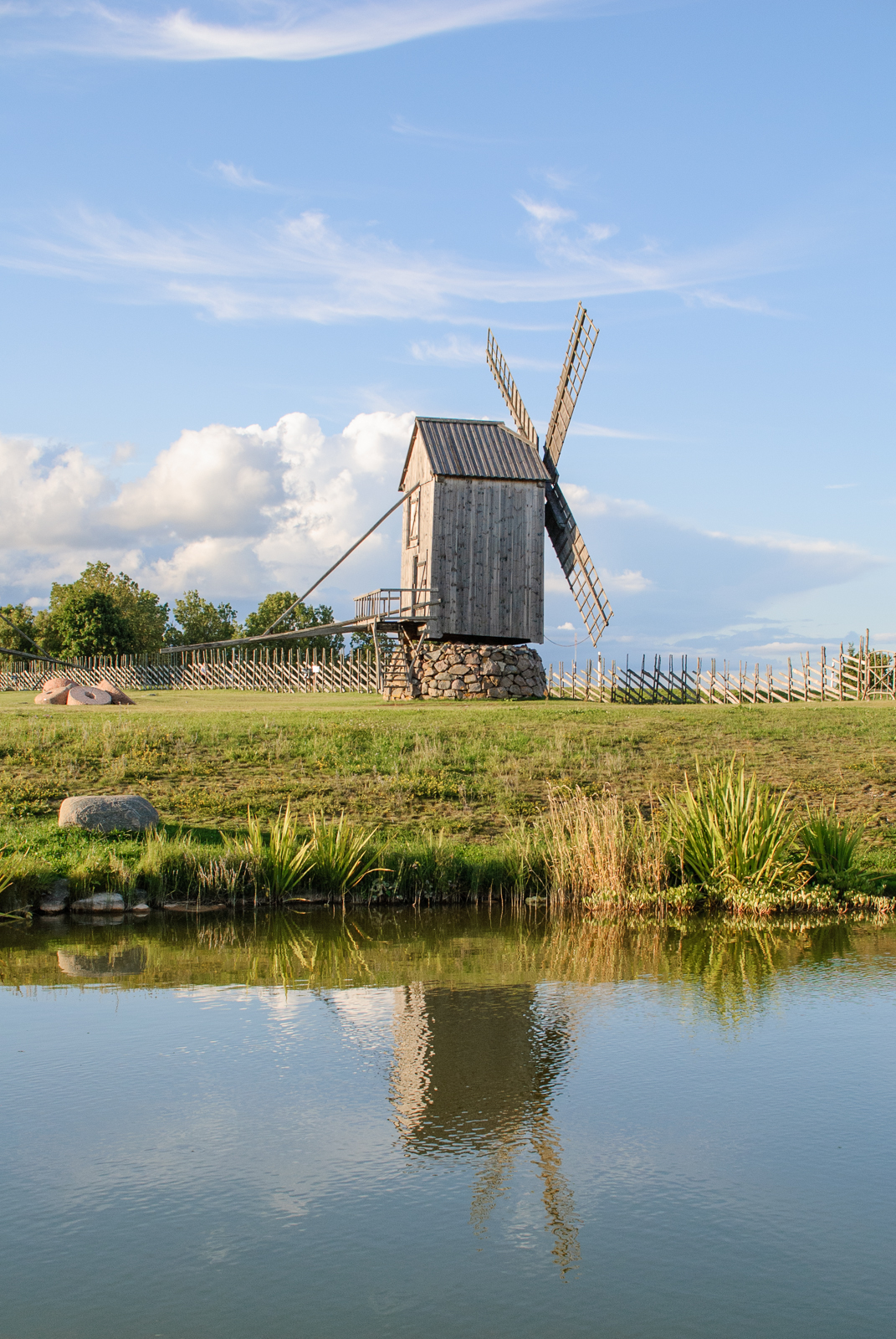
Angla
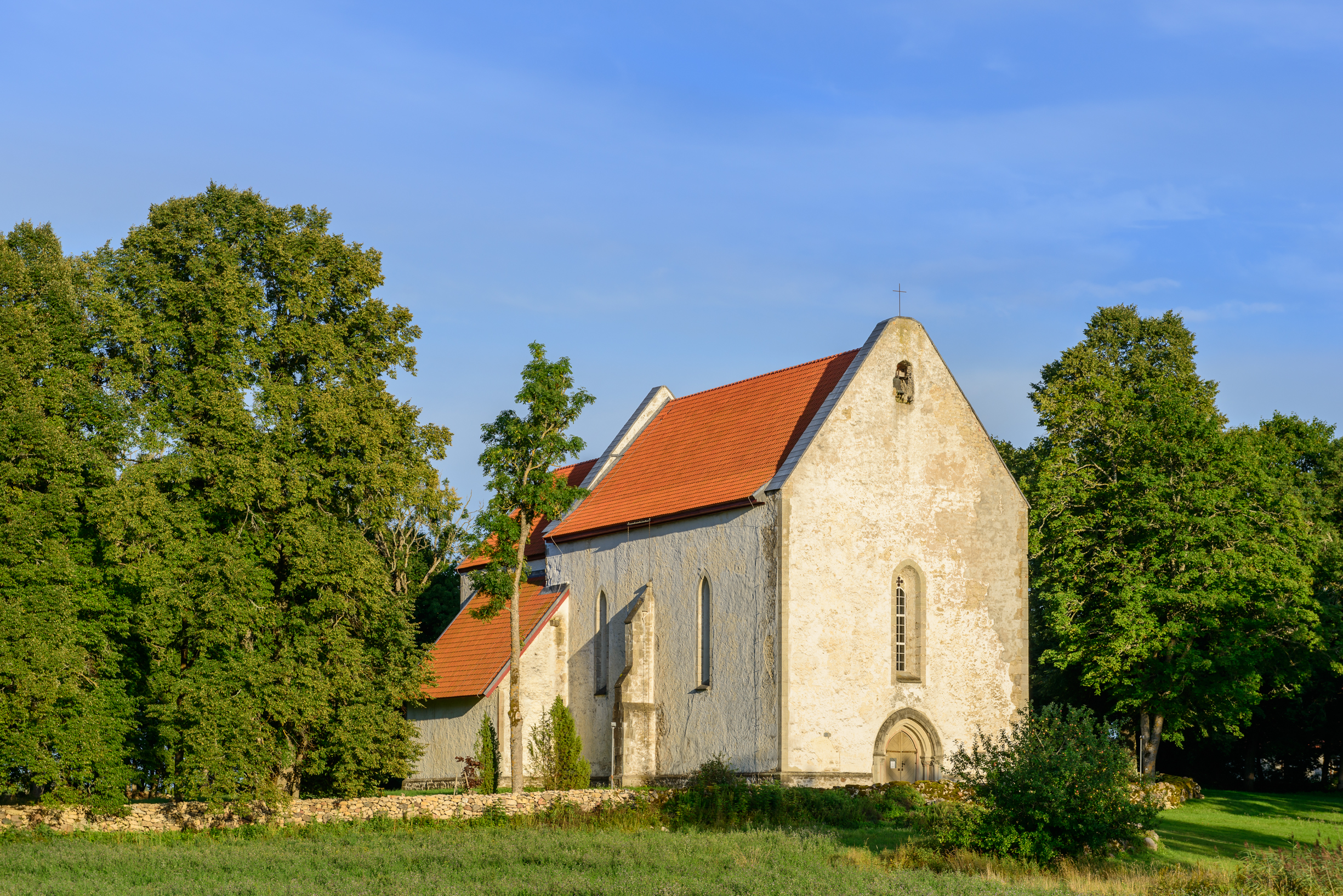
Karja
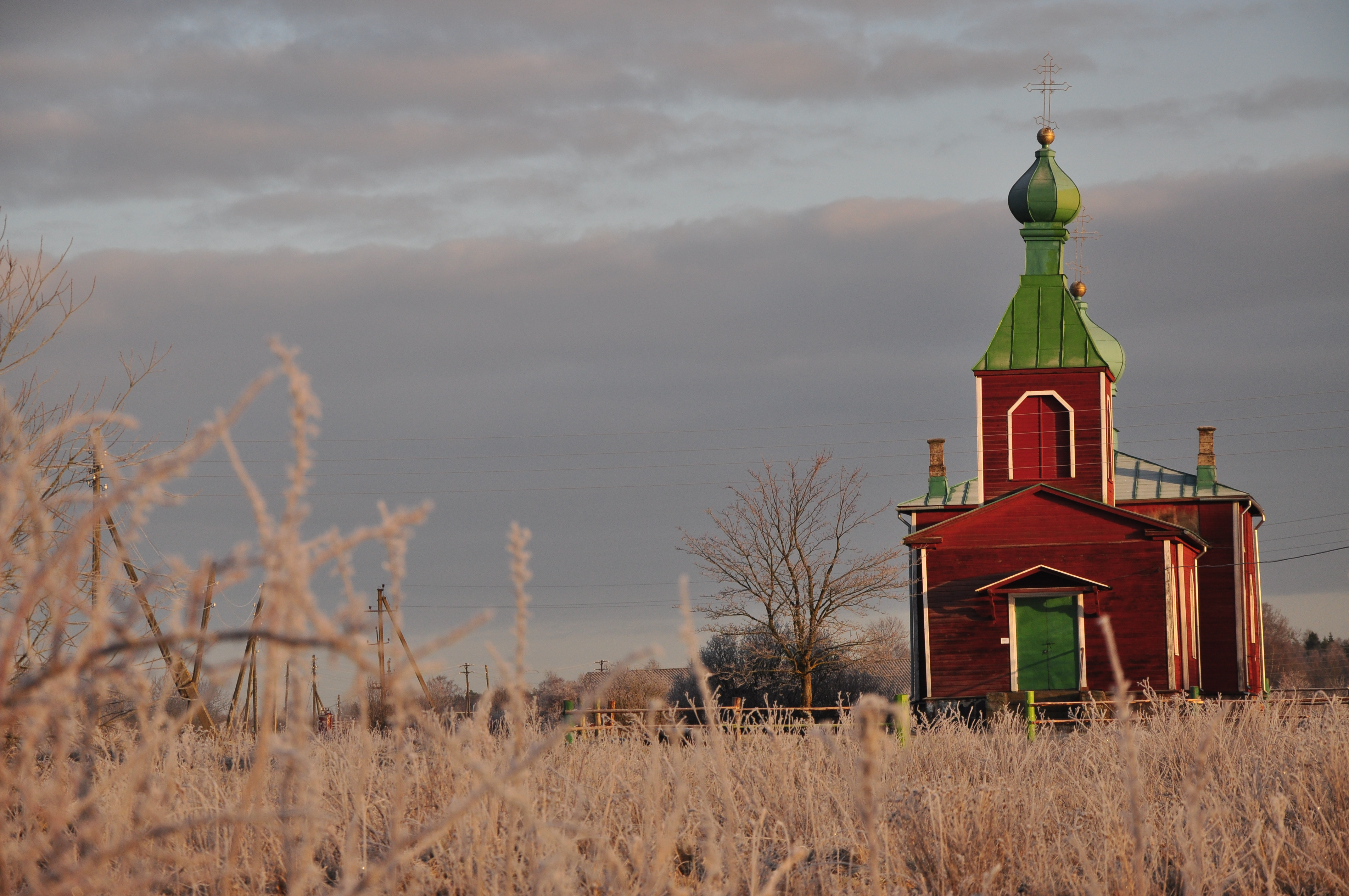
Metsküla
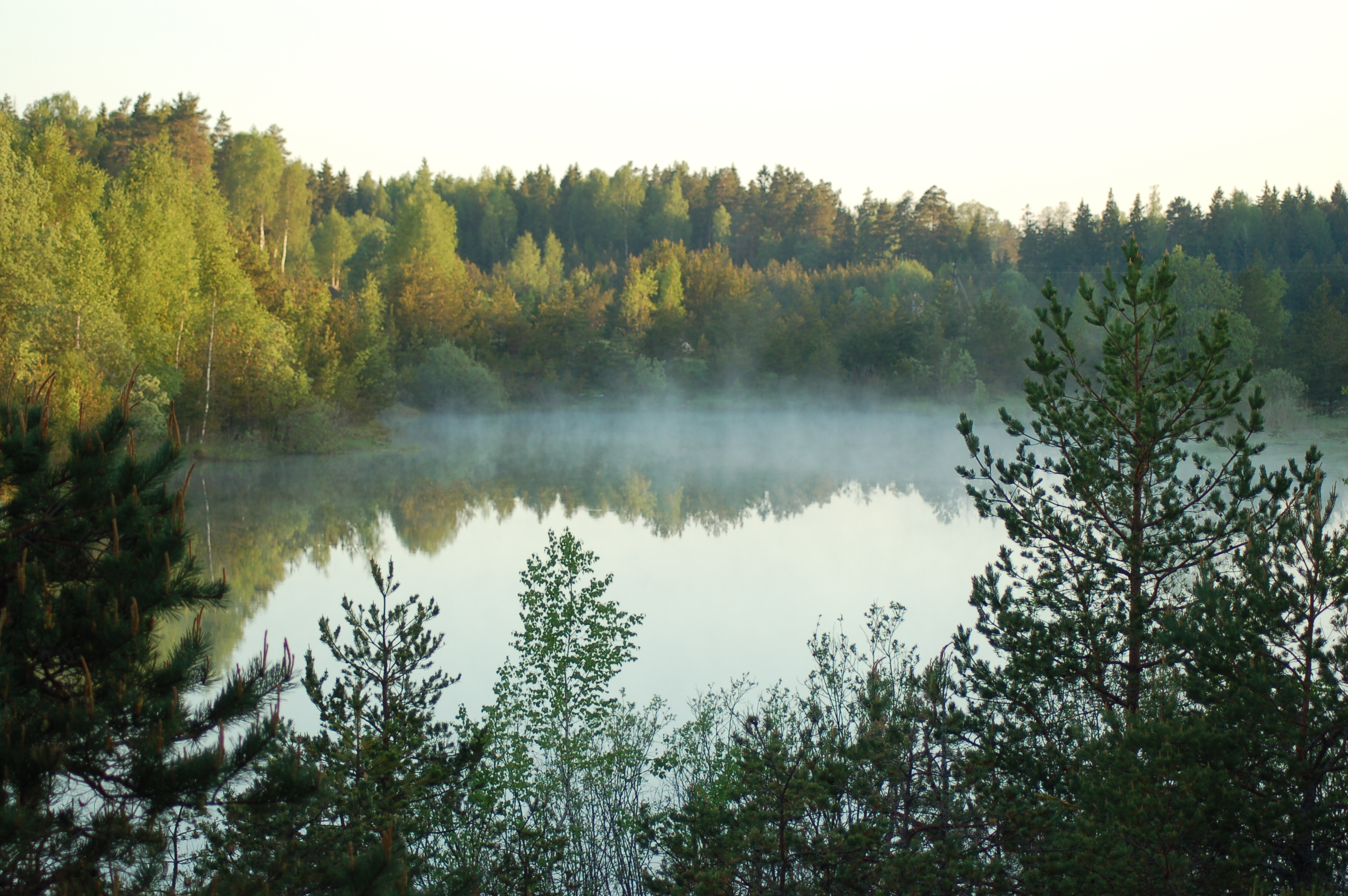
Tika
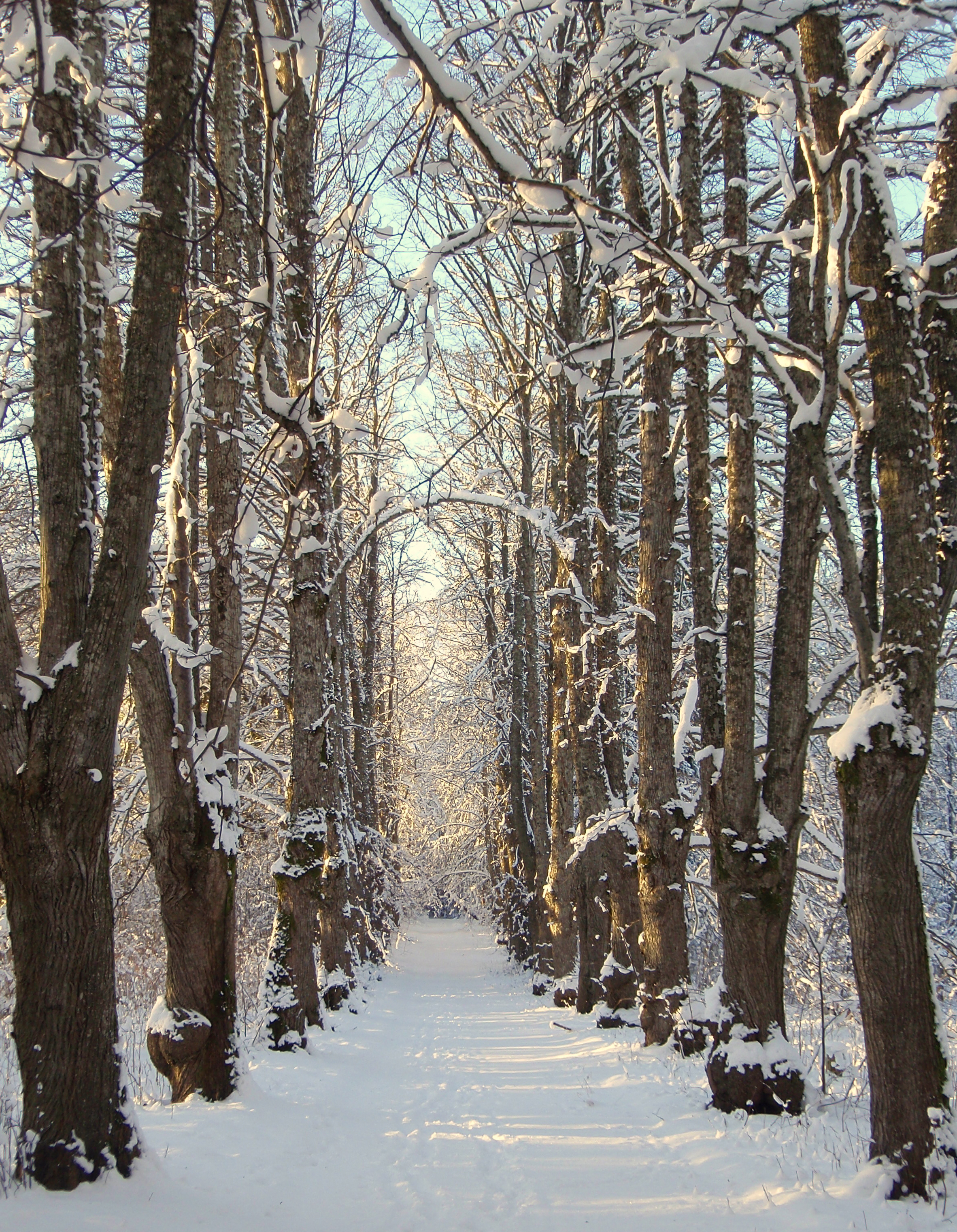
Triigi
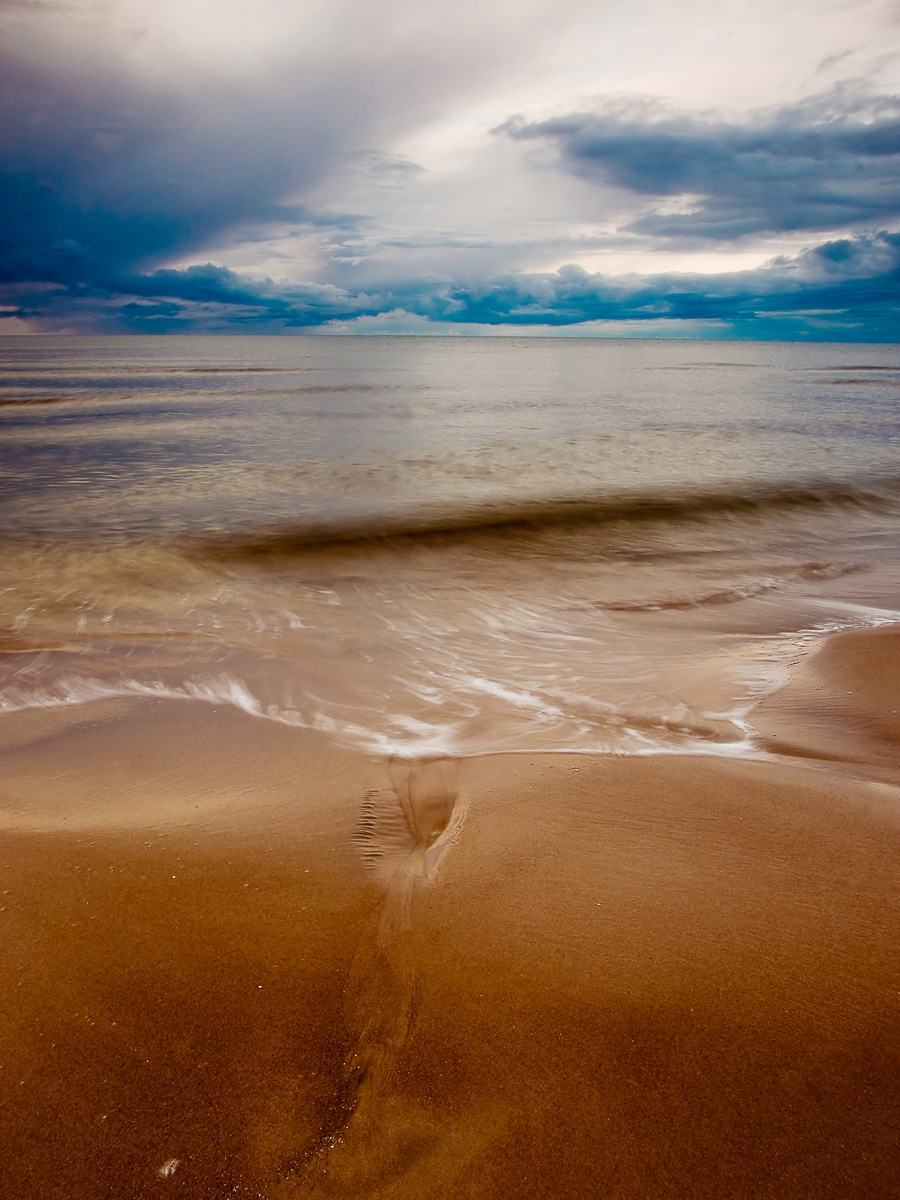
Tuhkana